# Промислова класифікація вугілля
ПРОМИСЛОВА (ТЕХНОЛОГІЧНА) КЛАСИФІКАЦІЯ ВУГІЛЛЯ, (рос. промышленная (технологическая) классификация угля, industrial англ. (technological, commercial) coal classification, нім. industrielle (technologische) Kohlenklassifikation f – класифікація, яка передбачає поділ вугілля на різноманітні технологічні марки, групи та підгрупи в залежності від їх фізико-хімічних властивостей та напрямки використання для технологічних або енергетичних цілей. 
Сучасна вітчизняна П.к.в. (ДСТУ 3472-96) базується на таких параметрах вугілля: вихід летких речовин на беззольну масу Vdaf(%), загальна вологість Wr
t (%) та товщина пластичного шару Y(мм). За цими параметрами розрізняють такі марки вугілля: 
- буре,
- довгополуменеве,
- газове,
- жирне,
- коксівне,
- піснувате спікливе,
- пісне,
- антрацит .

В інших національних класифікаціях подається детальніший розподіл з виділенням марок, груп та підгруп вугілля. При цьому в ряд класифікаційних параметрів також включають індекс Рога, петрографічні характеристики вугілля та показник анізотропії антрациту. 
- Наприклад, в РФ буре вугілля поділяють на 3 групи: 1Б; 2Б та 3Б. Групи 2Б та 3Б поділяють (кожну) на дві підгрупи. Розрізняють: буре вітринітове та буре фюзинітове вугілля. Кам’яне вугілля поділяють на 15 марок. Антрацити поділяють на 3 групи і 6 підгруп: 1АВ, 1АФ, 2АВ, 2АФ, 3АВ, 3АФ.

- У класифікації Грюнера, поширеній в зарубіжних європейських країнах, прийняті такі основні параметри: елементний склад, вихід і властивості нелеткого залишку.
- У США викопне вугілля поділене на 4 класи: лігніти, суббітумінозне і бітумінозне вугілля, антрацити. У кожному класі виділено групи для лігнітів і неспікливого (суббітумінозного) вугілля за величиною вищої питомої теплоти згоряння беззольного вугілля, а для вугілля, що спікається (бітумінозного), і антрацитів, – за вмістом зв’язаного вуглецю і виходом летких речовин.